# Jacques Brel 67
Albums de Jacques Brel
Ces gens-là
(1966) J'arrive
(1968)
Jacques Brel 67 est le neuvième album studio de Jacques Brel, paru chez Barclay en 1967. Il s'agit de son premier 33 tours directement sorti en format 30 cm et non compilé à partir de super 45 tours ou de bouts d'albums 25 cm.

## Liste des titres
Textes et musiques de Jacques Brel, sauf indication contraire. 
| 1. | Mon enfance                                          |                                 | 5:37 |
| 2. | Le Cheval                                            | Jacques Brel & Gérard Jouannest | 3:06 |
| 3. | Mon père disait                                      |                                 | 3:03 |
| 4. | La...La...La...                                      |                                 | 4:06 |
| 5. | Les Cœurs tendres (chanson du film Un idiot à Paris) |                                 | 3:29 |

| 6.  | Fils de...                  | Jacques Brel & Gérard Jouannest | 3:47 |
| 7.  | Les Bonbons 67              |                                 | 2:56 |
| 8.  | La Chanson des vieux amants | Jacques Brel & Gérard Jouannest | 4:27 |
| 9.  | À jeun                      | Jacques Brel & Gérard Jouannest | 3:33 |
| 10. | Le Gaz                      | Jacques Brel & Gérard Jouannest | 2:51 |

La réédition CD de 2003 ajoute le bonus suivant :
| No  | Titre       | Compositeur(s)                  | Durée |
| --- | ----------- | ------------------------------- | ----- |
| 11. | Les Moutons | Jacques Brel & Gérard Jouannest | 2:16  |

## Production
- Arrangements et direction musicale : François Rauber
- Prise de son : Gerhard Lehner (non crédité)
- Crédits visuels : Hubert Grooteclaes (recto pochette), Alain (photo intérieure), Paris Match (verso pochette)